# Sinaiella
Severinia — рід богомолів родини Toxoderidae. Невеликі богомоли, поширені в Єгипті та на Аравійському півострові. Описано 3 види.

## Опис
Середнього розміру богомоли з тонким паличкоподібним тілом. Голова широка. Фасеткові очі великі, кулясті, опуклі, прості вічка добре розвинені. Передньоспинка коротка, бічні краї гладенькі. Тазики передніх ніг із дрібними шипами. Передні стегна тонкі, з 4 дискоїдальними та 4 зовнішніми шипами, борозенка для кігтика розташована майже посередині. Задні ноги тонкі. Обидві пари крил у самців розвинені, досягають кінця черевця. Надкрила прозорі, задні крила зрідка з брунатними відмітками поміж жилками. Черевце довге з довгими сегментами. Задні крила непрозорі. Церки пласкі.

## Спосіб життя
Імаго відомі з грудня по травень.

## Ареал та різноманіття
До роду належать 3 види:
- Sinaiella nebulosa  Uvarov, 1924 — Єгипет, Оман, Саудівська Аравія
- Sinaiella raggei Kaltenbach, 1991
- Sinaiella sabulosa  Uvarov, 1939 — Йорданія, Саудівська Аравія